# Fluorure de magnésium
Le fluorure de magnésium (MgF2) est un composé inorganique de formule MgF2. Le composé est un sel cristallin blanc transparent sur une large plage de longueurs d'onde, avec une utilisation commerciale en optique ainsi que sur certains télescopes spatiaux. Il se trouve naturellement sous la forme du minéral rare sellaïte.

## Utilisation
Sa transmission est bonne de l'ultraviolet dans le vide à l'infrarouge. C'est un cristal biréfringent positif obtenu sous vide par la méthode de Stockbarger. Il est généralement orienté avec son axe c parallèle à l'axe optique pour réduire les effets biréfringents. Sa bonne transmission des UV jusqu'à 150 nm et son utilisation éprouvée en présence de fluor en font un matériau idéal pour les lentilles, les fenêtres et les polariseurs de laser excimères. Le MgF2 résiste aux chocs thermiques et mécaniques.